# Bobby Lewis (cantante)
Bobby Lewis (Indianapolis, 9 febbraio 1925 – 28 aprile 2020) è stato un cantante statunitense, esponente del rock and roll e del R&B.

## Biografia
Lewis imparò a suonare il pianoforte a sei anni. Adottato all'età di dodici, si trasferì a Detroit, Michigan. Crescendo influenzato dai pionieri del blues e dall'avvento del rock and roll, Lewis iniziò a costruire la sua carriera nella musica negli anni cinquanta, e nel 1960 si esibì nell'Apollo Theater a New York.
Nel luglio del 1961, la sua registrazione di Tossin' and Turnin fu la numero 1 per sette settimane sulla classifica di Billboard. Vendette più di un milione di copie e si aggiudicò un disco d'oro.
Tossin' And Turnin, composta da Ritchie Adams e Malou Rene, fece parte della colonna sonora del film Animal House nel 1978. Ne furono registrate cover da  Steve Goodman, the Replacements, the Guess Who, Peter Criss, e Jimmy Sturr.
Morì nell'aprile 2020, a causa di una polmonite. Aveva 95 anni. 